# Scoparia (planta)
Scoparia es un género con 10 especies de plantas de flores de la familia Plantaginaceae. Todas las especies son nativas del Neotrópico aunque algunas se han introducido en todas las zonas tropicales del mundo.

## Especies
- Scoparia aemilii
- Scoparia dulcis L. - escobilla, teatina del Perú.[2]
- Scoparia elliptica
- Scoparia ericacea
- Scoparia hassleriana
- Scoparia mexicana
- Scoparia montevidensis
- Scoparia nudicaulis
- Scoparia pinnatifida
- Scoparia plebeia